# Crasna, Sălaj
Crasna là một xã thuộc hạt Sălaj, România. Dân số thời điểm năm 2002 là 6368 người.